# روبینا علی
روبینا علی (انگلیسی: Rubina Ali؛ زادهٔ ۲۱ ژانویهٔ ۱۹۹۹) بازیگر اهل هند است. وی از سال ۲۰۰۸ میلادی تاکنون مشغول فعالیت بوده‌است.
از فیلم‌ها یا برنامه‌های تلویزیونی که وی در آن نقش داشته‌است می‌توان به میلیونر زاغه‌نشین اشاره کرد. وی بابت ایفای نقش در این فیلم برندهٔ جایزه انجمن بازیگران فیلم برای گروه بازیگران برجسته در یک فیلم سینمایی شد.